# Gvajanski dolar
Gvajanski dolar, ISO 4217: GYD, je valuta Gvajane. Dijeli se na 100 centi, a u domaćem platnom prometu označava se simbolom $, a često i s GY$ kako bi se razlikovao od američkog dolara.
Uveden je 1839. godine, zamijenivši dotadašnji gulden. Kovanice i novčanice izdaje Banka Gvajane, i to: kovanice od 1, 5 i 10 dolara, te novčanice od 20, 100, 500 i 1000 dolara.

## Vanjske poveznice
- Banka Gvajane